# سدلزکوم
سدلزکوم (به انگلیسی: Sedlescombe) یک روستا و محله مدنی در بریتانیا است که در Rother واقع شده‌است. سدلزکوم ۱۲٫۶ کیلومتر مربع مساحت و ۱٬۴۷۶ نفر جمعیت دارد.